# رضوان باقلال
رضوان باقلال هو لاعب كرة قدم مغربي من مواليد 15 مارس 1981 ، يشغل مركز وسط الميدان بنادي الجيش الملكي .